# کنراد ویلگرود
کنراد هاینریش کریستوف ویلگرود (۲ نوامبر ۱۸۴۱ - ۱۹ دسامبر ۱۹۳۰) شیمیدان آلمانی بود که عمده شهرت وی به دلیل توصیف واکنش ویلگرود بود. او همچنین کاشف Iodosobenzene بود. 
ویلگرود استاد دانشگاه فرایبورگ بود . 